# Epitaph (singolo King Crimson)
Epitaph è un singolo del gruppo musicale britannico King Crimson, l'unico estratto dalla raccolta A Young Person's Guide to King Crimson e pubblicato nel 1976.

## Descrizione
Il brano apparve originariamente nell'album di debutto del gruppo, In the Court of the Crimson King, uscito nel 1969. Per la promozione della raccolta del 1974 i King Crimson decisero di pubblicare separatamente Epitaph insieme a un altro brano tratto dal loro album d'esordio, 21st Century Schizoid Man

## Tracce
Testi di Peter Sinfield, musiche di Robert Fripp, Ian McDonald, Greg Lake e Michael Giles.
Lato A
1. Epitaph – 8:52

Lato B
1. 21st Century Schizoid Man – 6:52

## Formazione
- Robert Fripp – chitarra
- Ian McDonald – flauto, sassofono, clarinetto, vibrafono, tastiere, mellotron, voce
- Greg Lake – basso, voce
- Michael Giles – batteria, percussioni, voce
- Peter Sinfield – testi